# 신미야카와역
신미야카와역(일본어: 新宮川駅)은 일본 도야마현 나카니카와군 가미이치정에 위치한 도야마 지방 철도 본선의 철도역이다. 단선 승강장 1면 1선의 구조를 갖춘 지상역이다.

## 역 주변
- 가미이치 정립 미야카와 소학교

## 역사
- 1913년 6월 25일 : 다테야마 게이벤 철도의 나메리카와역 - 고햐쿠코쿠 역 간 개통과 동시에 에가미역으로서 개업. 궤간 762mm, 동력은 증기.
- 1917년 6월 25일 : 다테야마 게이벤 철도가 다테야마 철도로 사명 변경.
- 1921년 2월 20일 : 역명을 미야카와역으로 개칭.
- 1924년 5월 20일 : 역명을 신미야카와역으로 개칭.
- 1931년
  - 3월 20일 : 도야마 전기 철도가 다테야마 철도를 합병.
  - 11월 6일 : 도야마 전기 철도가 나메리카와 역 - 가미이치구치 역을 개업. 궤간 1,067mm, 1,500V 전철화. 나메리카와 역 - 신미야카와 역 간은 다테야마 게이벤 철도의 설비를 개궤 · 전철화 해서 사용. 신미야카와 역 - 가미이치 역 간을 폐지해, 신미야카와 역 - 가미이치구치 역 (현재의 가미이치 역)간을 신설.
- 1943년 1월 1일 : 도야마 전기 철도가 도야마 현 내의 철도 회사를 합병해 도야마 지방 철도로 사명을 변경.
- 1971년 10월 경 : 아이노키 역 등과 함께 회사로부터 폐지 방침이 발표됨. 그 후, 지역의 반발 등에 의해 존속되어 현재에 이름.
- 1975년 4월 10일 : 현재 위치로 이전. 거기까지는, 나카카즈미 방향 약 350m 앞에 존재했음. 호쿠리쿠 자동차도 건설에 의해 이전.
- 2010년 4월 1일 경 : 파크 & 라이드 확장 (주차 대수가 2배 정도 규모로 확장).

## 인접 역
| 도야마 지방 철도 본선      | 도야마 지방 철도 본선 | 도야마 지방 철도 본선        |
| -------------------------- | --------------------- | ---------------------------- |
| 가미이치 덴테쓰토야마 방면 | ■ 본선                | 나카카즈미 우나즈키온센 방면 |